# دره رنگین‌کمان (فیلم)
دره رنگین‌کمان (انگلیسی: Rainbow Valley) فیلمی در ژانر وسترن به کارگردانی رابرت ان. بردبری است که در سال ۱۹۳۵ منتشر شد. از بازیگران آن می‌توان به جان وین، جرج «گبی» هیز، لوسیل براون و لوید اینگراهام اشاره کرد.